# Gertrude de Sulzbach
Gertrude de Sulzbach, née vers 1110 et morte le 14 avril 1146 à l'abbaye d'Hersfeld, fut reine du Germanie de 1135/1136 (antireine) jusqu'à sa mort, par son mariage avec Conrad III de Hohenstaufen.

## Biographie
Gertrude était la fille de Bérenger Ier (mort en 1125), comte de Sulzbach dans le Nordgau bavarois, et de sa seconde épouse Adélaïde (mort en 1126), fille du comte Othon II de Diessen–Wolfratshausen. Son père, fondateur de la prévôté de Berchtesgaden et de l'abbaye de Baumburg, est un confident de l'empereur Henri V et était fortement impliqué dans le destitution de son père Henri IV en 1105. La comtesse Berthe de Sulzbach, qui a épousé en 1146 l'empereur byzantin Manuel Ier Comnène sous le nom d'Irène, était une de ses sœurs. Son frère le comte Gebhard III de Sulzbach est marié à Mathilde de Bavière, fille du duc Henri IX le Noir.
La date supposée de son mariage avec Conrad III de Hohenstaufen, à ce temps antiroi contre l'empereur Lothaire III, se situe autour de 1135/1136. L'hypothèse selon laquelle leur mariage daterait de 1132, d'après les sources de la fin du Moyen Âge de l'abbaye d'Ebrach qui attesteraient de leur influence sur la fondation de l'ordre cistercien à cette date, est considérée comme moins plausible. Elle eut deux fils de son union avec Conrad III, Henri-Bérenger (1137–1150) et Frédéric de Rothenbourg (1144–1167), futur duc de Souabe. Elle tomba malade après la naissance de son second fils et mourut probablement à l'âge de 36 ans à l'abbaye d'Hersfeld.
Gertrude fut inhumée à l'abbaye d'Ebrach en Franconie. Sa tombe, murée depuis 1650, est située dans la niche sud derrière l'autel du chœur de l'église abbatiale. À droite de celle-ci se trouve celle de son fils Frédéric. Son gisant date du début du XVIe siècle, celui de son fils du XVIIe siècle.